# توکماک-کاران
توکماک-کاران (انگلیسی: Tukmak-Karan) یک شهرک در شهرستان تویمازینسکی استان باشقیرستان کشور روسیه است.